# Петар Бадеанцу
Петар Аврамовић Бадеанцу (рум. Petre Avramovici Bădeanțu; Темишвар, 12. март 1929 — Темишвар, 12. јануар 1993) је био румунски фудбалер. Играо је на позицији нападача.
Бадеанцу потиче из старе и чувене српске мехалске породице Аврамовић. Након завршетка фудбалске каријере држао је расне коње и кочије, те су га унајмивали да градом провоза сватове.

## Успеси
КФР Темишвар
- Куп Румуније: (финале: 1947/48)[2]

КЧА Букурешт
- Прва лига Румуније (2) : 1951, 1953.[3]
- Куп Румуније  (1) : 1951.[4]